# Laugafellshnjúkur
Laugafellshnjúkur är ett berg i republiken Island. Det ligger i regionen Norðurland eystra, 190 km nordost om huvudstaden Reykjavík. Toppen på Laugafellshnjúkur är 997 meter över havet.
Trakten runt Laugafellshnjúkur är nära nog obefolkad, med mindre än två invånare per kvadratkilometer. Det finns inga samhällen i närheten. Trakten runt Laugafellshnjúkur består i huvudsak av gräsmarker.